# Trà gừng
Trà gừng là một loại trà thảo mộc được làm từ củ gừng. Trà gừng có một lịch sử lâu đời như một loại thuốc thảo dược truyền thống ở Đông Á, Nam Á, Đông Nam Á và Tây Á.